# Katholische Pfarrkirche Tersnaus

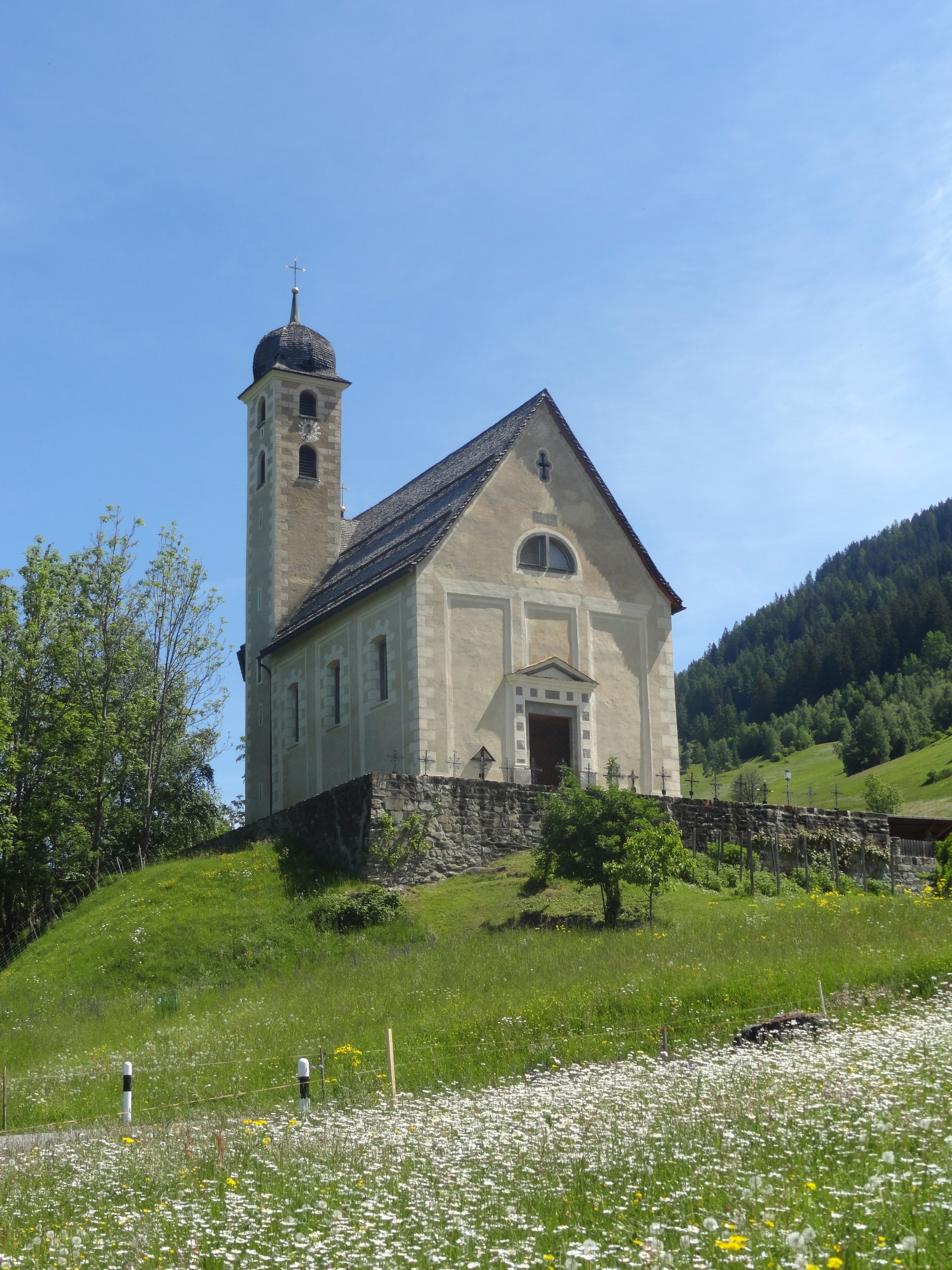
Ansicht von Südwesten

Die Katholische Pfarrkirche von Tersnaus im Val Lumnezia im schweizerischen Kanton Graubünden ist  Apollinaris von Ravenna und Maria Magdalena geweiht.

## Pfarrgeschichte
Die Pfarrkirche St. Appolonius und Sta. Maria Magdalena wird 1345 als S. Bellonis in Terznaus urkundlich erwähnt, was der lateinischen Schreibweise für das rätoromanische Sogn Balaun (St. Apollinaris) entspricht. Am 31. Januar 1469 erhielt die Kirche einen Ablass. Um 1478 scheint eine Neuweihe stattgefunden haben und das Patrozinium lautet nun auf nun St. Apollinaris und Maria Magdalena.
Gemeinsam mit Camuns und Surcasti löste sich Tersnaus 1528 von der Pfarrkirche St. Vinzenz in Vella. Am 9. Juni 1528 schlossen sich diese drei Dörfer zu einer gemeinsamen Pfarrei zusammen. Am 14. Juni 1669 gründete Tersnaus zusammen mit St. Martin eine eigene Pfarrei. Am 30. Juni 1672 wurde die Kirche nach einem Neubau neu geweiht. 

## Bau

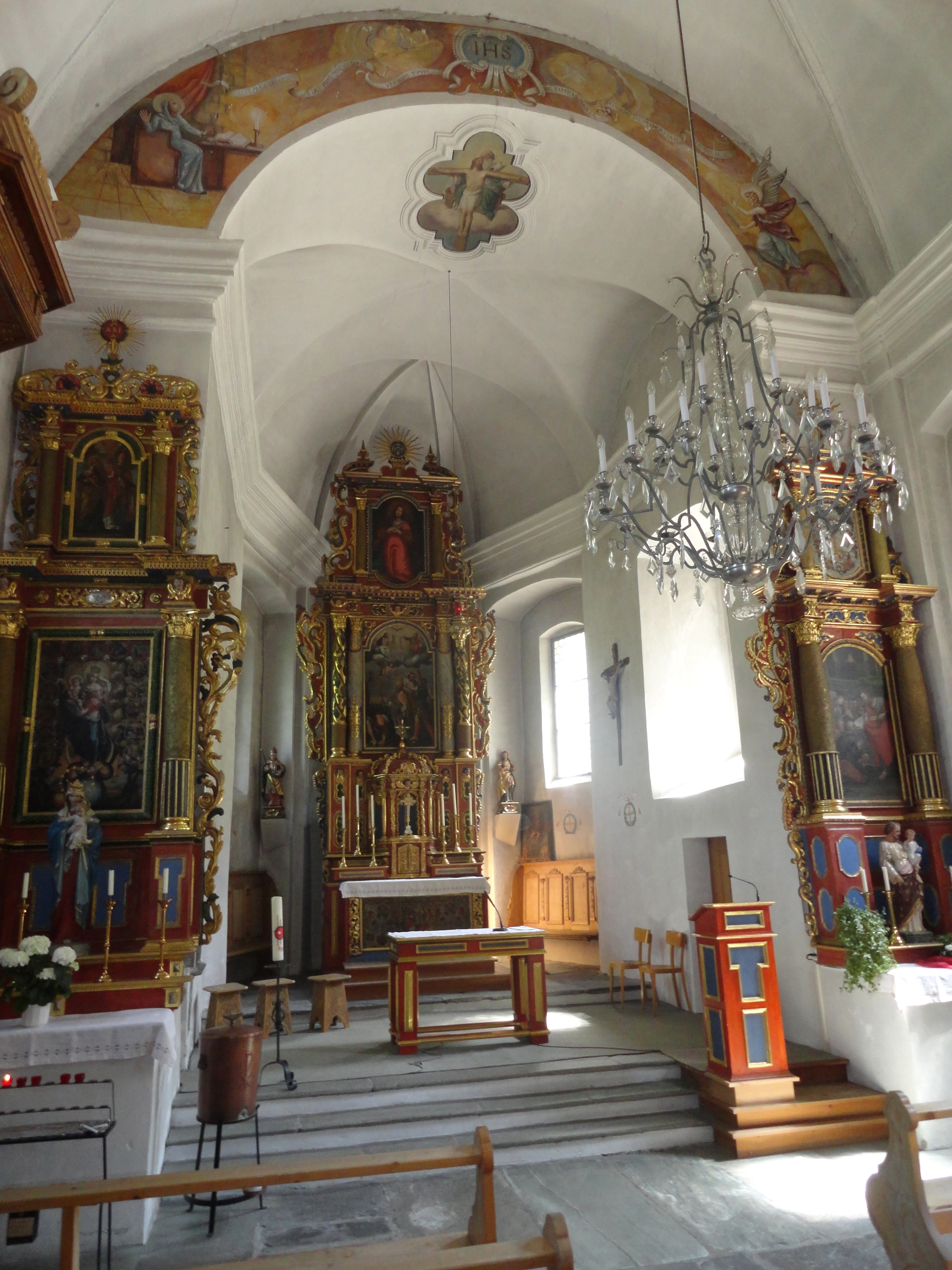
Innenraum

Die nach Nordosten gerichtete Anlage besteht aus einem dreijochigen barocken Schiff ohne Kapellen und einem dreiseitig geschlossenen Chor, der mit einer Kombination aus Halbkuppel und Kreuzgewölbe gedeckt ist. Der Turm mit den Glocken steht an der Nordwestseite des Chors, wobei die Aussenwand des Turms in der Verlängerung des Kirchenschiffs verläuft. Die unteren vier Geschosse stammen aus romanischer Zeit, die beiden Glockengeschosse mit der kuppelförmigen Haube wurden beim Neubau 1672 aufgesetzt.
Die drei hölzernen Altäre entstanden in der Zeit des Neubaus um 1670, die polygonale reich geschnitzte Kanzel stammt aus dem Jahr 1678. Die Christusfigur mit der Abbildung des Stifters oberhalb der spätgotischen Sakramentsnische um 1478 stammt von Hans Jakob Greuter. Die Darstellungen der Heiligen Philippus und Bartholomäus malte Hans Ardüser am Ende des 16. Jahrhunderts.

## Galerie

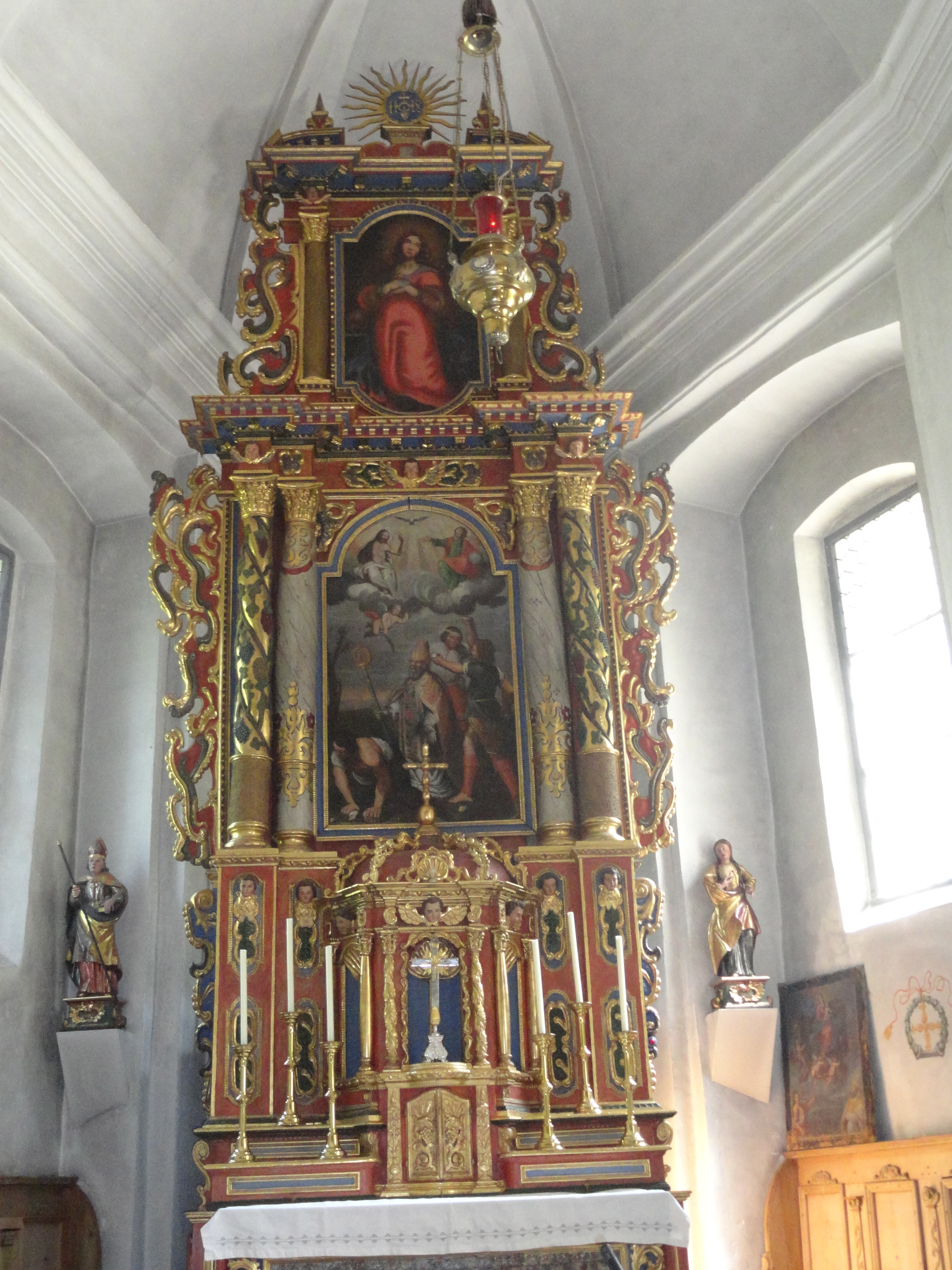
Altar
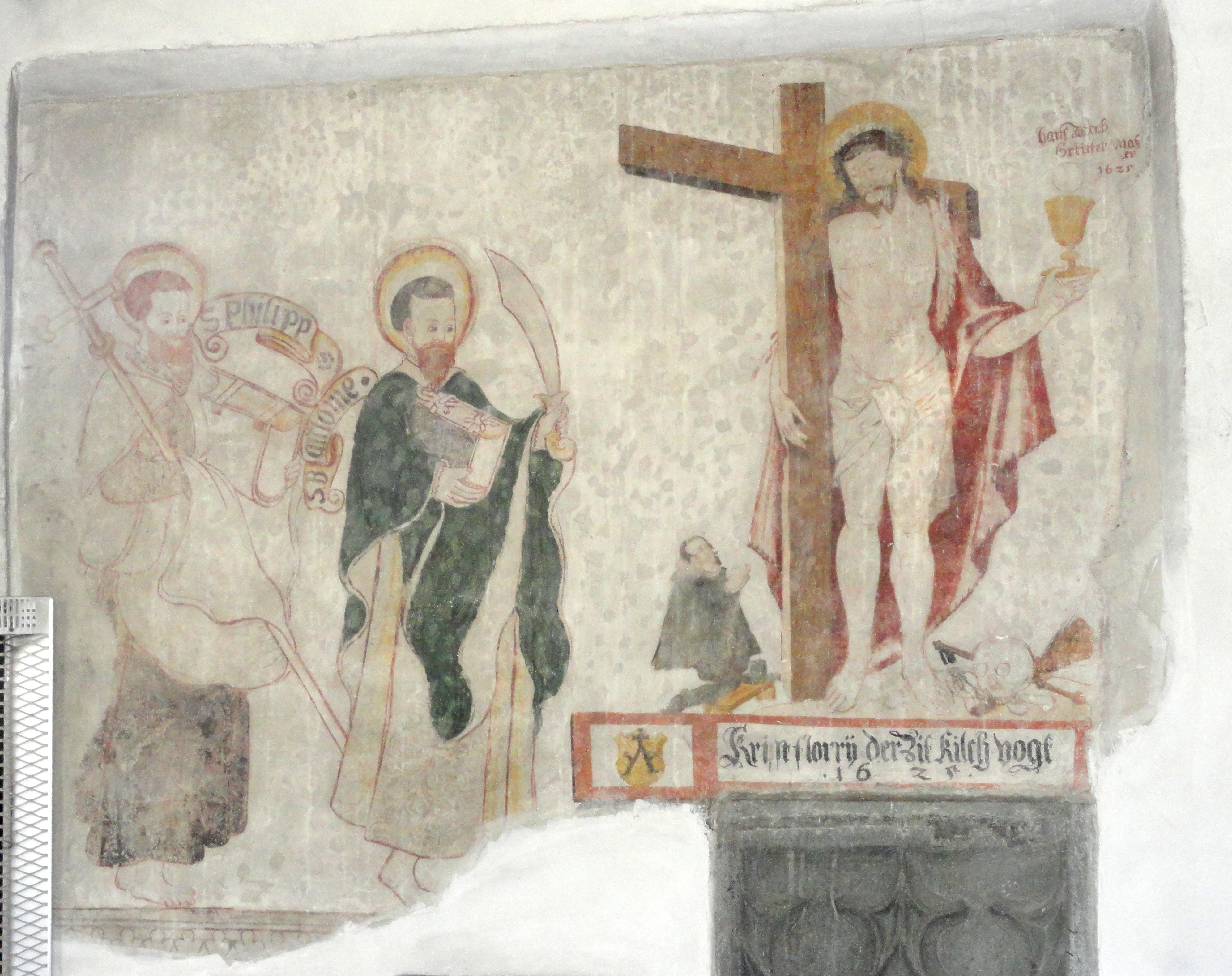
Heilige, Stifterfigur und Christus
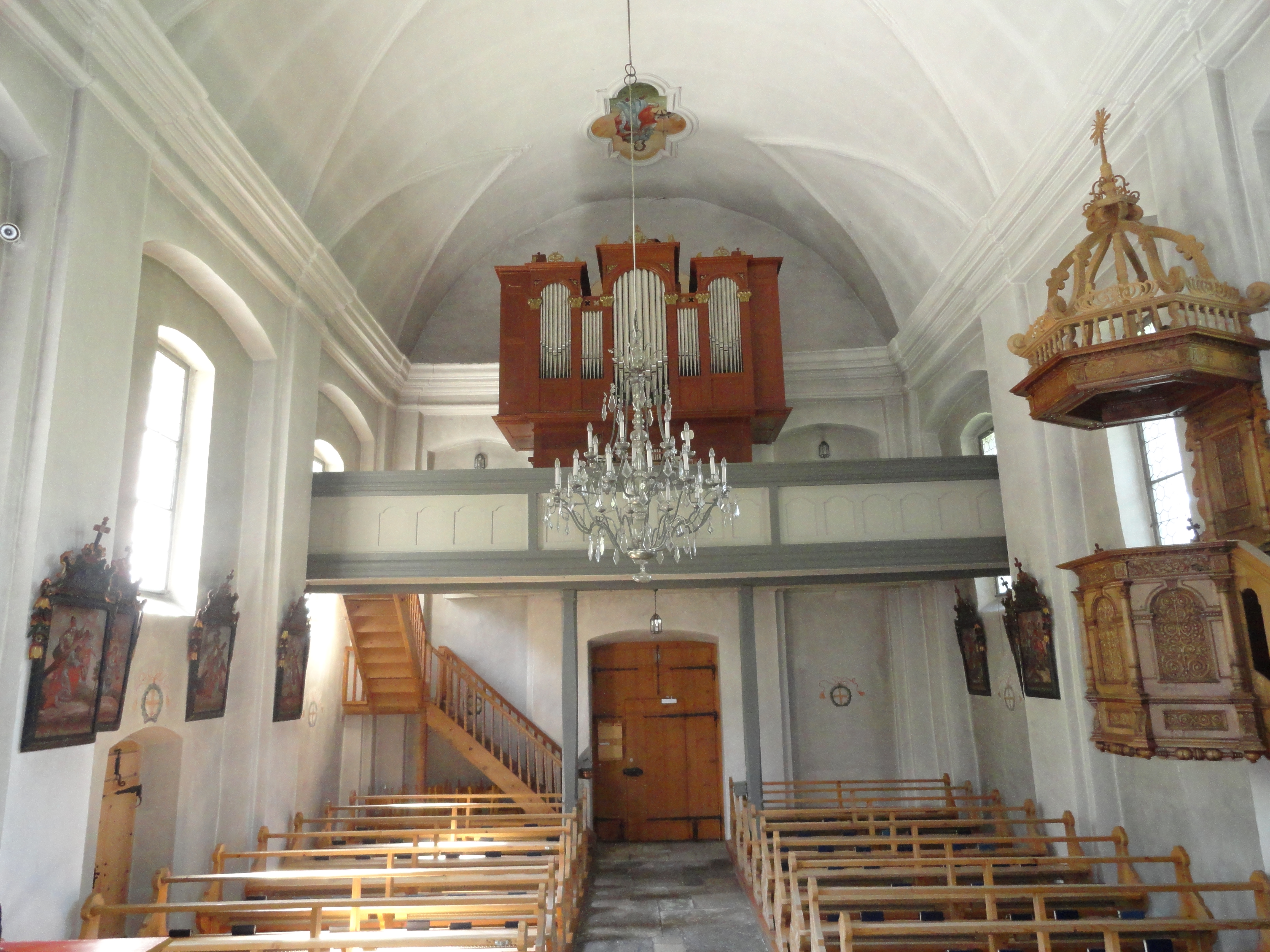
Galerie